# Crispiano
Crispiano är en ort och kommun i provinsen Taranto i regionen Apulien i Italien. Kommunen hade 13 693 invånare (2017).